# USS Terry (DD-513)
Pour les autres navires du même nom, voir USS Terry.
L'USS Terry (DD-513) est un destroyer de la classe Fletcher en service dans la Marine des États-Unis pendant la Seconde Guerre mondiale. Il a été nommé en l'honneur du capitaine de frégate (commander) Edward A. Terry (1839–1882), un officier de la marine américaine pendant la guerre civile américaine.

## Construction
Sa quille est posée le 8 juin 1942 au chantier naval Bath Iron Works de Bath, dans l'état du Maine. Il est lancé le 22 novembre 1942; parrainé par Mme Charles Nagel, Jr., et mis en service au chantier naval de Boston (Boston Navy Yard) le 26 janvier 1943.

## Historique

### Bataille de l'Atlantique, avril - juillet 1943
Après avoir été équipé à Boston en février et s'être entraîné au large de la baie de Guantanamo, le destroyer est retourné à Boston pour une mise à disposition après l'exercice. Le 2 avril, il est passé de Boston à Norfolk. Deux jours plus tard, il s'est dirigé vers le nord à destination de la base navale Argentia (Naval Station Argentia - NS Argentia), à Terre-Neuve, dans la protection d'un convoi. Le Terry y est arrivé le 8 et en est reparti le jour suivant. Il s'est arrêté à Portland, dans le Maine, le 11 pour se ravitailler en carburant et, le lendemain, il a commencé ses opérations anti-sous-marines au large de la côte nord-est des États-Unis.
Le 18 avril, il a eu un accrochage avec un U-boot allemand. D'abord, le Terry a largué une série de grenades sous-marines sur un contact sonore et a attendu les résultats. Puis, son sonar a détecté une torpille qui fonçait droit sur sa proue. Le Terry a viré pour l'éviter, et la torpille mortelle est passée derrière lui. Peu après, le destroyer a aperçu une nappe de pétrole et des débris et a mis fin à la rencontre en rejoignant le destroyer USS Brownson (DD-518) dans une recherche futile du sous-marin ennemi endommagé. Le 20, le navire de guerre a fait escale dans la baie de Narragansett pendant quelques heures pour prendre du carburant et des provisions avant de reprendre sa patrouille. Il a ensuite secouru les survivants d'un bombardier de l'armée abattu et les a ramenés à terre à New York le 23 avril.
Après une autre brève patrouille et une visite à New York, le Terry a quitté les États-Unis le 1er mai à l'écran de protection de la Task Force 67 (TF 67), à destination de l'Afrique du Nord. Après une escale aux Bermudes, le destroyer s'est dirigé seul vers Casablanca, où il est arrivé le 12 et a entamé une semaine de réparations et d'exercices de combat. Le 19, il quitte Casablanca et fait route vers son port d'attache en compagnie du cuirassé USS Texas (BB-35). Arrivé au chantier naval de Boston le 31 mai, le destroyer entre en cale sèche. Il est renfloué le 9 juin et reprend la mer le même jour. Il s'arrête brièvement dans la baie de Casco, dans la Maine, et à Norfolk, avant de poursuivre sa route vers les Antilles britanniques. Le destroyer a atteint Trinidad le 20 juin et a passé les neuf jours suivants à effectuer des patrouilles anti-sous-marines et à s'entraîner au tir. Il quitte Trinidad le 29 juin, à destination du chantier naval de Philadelphie (Philadelphia Navy Yard). Presque arrivé à destination le 3 juillet, il reçoit l'ordre de se présenter à Norfolk où il arrive le même jour.

### Campagne des îles Salomon, septembre 1943 - avril 1944
Trois jours plus tard, il prend la mer en compagnie du porte-avions USS Yorktown (CV-10) et des destroyers USS Dashiell (DD-659) et USS McKee (DD-575). Les trois navires de guerre atteignent le canal de Panama le 10 juillet. Deux jours plus tard, le Terry, le Yorktown, le McKee et le USS Sigsbee (DD-502) font route vers Hawaï. Ils sont arrivés à Pearl Harbor le 24, et le Terry a effectué des exercices dans les eaux entourant Hawaii jusqu'à la mi-août. Le 19 août, il a quitté Pearl Harbor pour le Pacifique sud-ouest. En compagnie des destroyers USS Fullam (DD-474) et USS Guest (DD-472), il s'est arrêté à Suva, dans les îles Fidji, avant d'arriver à Port Havannah (Havannah Harbor), dans l'île d'Efate, aux Nouvelles-Hébrides, le 5 septembre. Après une visite à Nouméa, en Nouvelle-Calédonie, il est retourné brièvement à Efate avant de prendre du service dans les îles Salomon à la fin du même mois.
Le Terry est entré tardivement dans la tortueuse campagne des Salomon, à la mi-septembre 1943. Il n'a vu que les cinq derniers mois de la campagne et a participé à ses deux dernières opérations amphibies. Ses principales missions pendant sa période de service dans les Salomons consistaient à escorter les convois de ravitaillement et à interdire le trafic de barges japonaises afin d'empêcher l'ennemi d'évacuer ses troupes contournées et autrement inutiles. Il lui arrivait rarement de quitter la zone des Solomons pour se rendre en Nouvelle-Calédonie, soit pour y escorter des navires, soit pour se rendre disponible.
Son premier combat dans les îles Salomon eut lieu au début du mois d'octobre. Le 2 octobre, il a reçu l'ordre de remonter "the Slot" (détroit de Nouvelle-Géorgie) entre Choiseul et Kolombangara avec les destroyers USS Foote (DD-511), USS Converse (DD-509) et USS Jenkins (DD-447). Leur mission consistait à intercepter des barges chargées de personnes évacuées par l'ennemi de Kolombangara. Avant de lancer l'attaque, avec ses trois navires-jumeaux sister ship) ont attendu que l'ennemi s'éloigne de l'île. Ils ont repéré leurs cibles à 21h14. Les quatre destroyers ont effectué un large cercle à tribord et, cinq minutes plus tard, ont ouvert le feu.
Le Terry a tiré une salve, et son radar de direction de tir s'est éteint. Trois minutes plus tard, il a cessé le feu et a commencé les réparations. Rapidement, ses opérateurs radar ont rétabli la " vue " de ses canons, et le Terry a repris son barrage presque immédiatement. Les bateaux ennemis ont riposté, mais le Terry et les autres destroyers les ont pilonnés jusqu'à ce qu'ils disparaissent de l'écran radar. Un peu plus tard, d'autres barges, escortées par un destroyer de classe Wakatake, sont apparues. Le Terry et ses collègues ont tiré une salve et lancé une série de torpilles. Les Japonais ont riposté, mais les torpilles les ont forcés à cesser le feu et à changer de cap vers les navires de guerre américains. Pendant ce temps, les destroyers américains, qui avaient également cessé de tirer pour lancer des torpilles, ouvrent à nouveau le feu avec leurs batteries de cinq pouces. Les tirs de riposte ennemis s'affaiblissent de plus en plus, car ils souffrent lourdement de la canonnade américaine. Le Terry revendique un chevauchement sur sa première salve, et les éclairs sur le destroyer ennemi - que l'on croit d'abord être des tirs de riposte - indiquent que les salves du Terry ont fait mouche. Apparemment, les canons de la 8e division de destroyers (Destroyer Division 8) ont écrasé l'ennemi dès le début. Une fois l'action terminée, le Terry a mis le cap sur le détroit de Gizo.
Le Terry a repris ses fonctions d'escorte et de patrouille jusqu'à la fin du mois. Début novembre, il se dirigeait à nouveau vers le nord, escortant les navires de transport de troupes USS George Clymer (APA-27), USS Hunter Liggett (APA-14) et USS President Jackson (APA-18) vers la baie de l'Impératrice-Augusta pour l'assaut de Bougainville. Le 1er novembre, le jour précédant le débarquement au Cap Torokina, elle et Fullam ont repoussé une attaque aérienne ennemie. Les équipages des canons du petit convoi ont abattu deux des intrus et dispersé les autres. Tôt le lendemain matin, les troupes ont débarqué. Le Terry a ouvert le feu à 5h45 et a continué à soutenir les forces d'assaut tout au long de la journée. Le destroyer a quitté la zone le 3 novembre et est retourné vers le sud sur l'île Florida au large de Guadalcanal.
Pendant les trois mois suivants, le Terry a repris sa routine d'escorte de convois de ravitaillement et de patrouilles. Il visita souvent Bougainville et patrouilla autour les îles Russell et des Îles du Trésor. Le destroyer a également effectué deux voyages à Nouméa. Au cours des deux premières semaines de décembre, il a eu deux accrochages avec l'ennemi. Le 3, alors qu'il se rendait de Guadalcanal à Bougainville, il a subi deux attaques presque simultanées, l'une par le bas et l'autre par le haut. Un sous-marin japonais a tiré deux torpilles sur lui, mais il a ratissé leur sillage lorsqu'ils sont passés à l'arrière. Presque au même moment, des chasseurs ennemis se sont approchés du navire. Ils ont fait plusieurs approches infructueuses et, après avoir perdu un avion contre les canons antiaériens du Terry, ils ont abandonné leur attaque. Onze jours plus tard, le navire effectuait à nouveau le passage de Bougainville et un autre avion japonais a tenté d'attaquer. Les tirs du Terry lui ont appris de meilleures manières, et il s'est retiré rapidement.
Après d'autres patrouilles, des missions d'escorte et une disponibilité à Nouméa, le Terry reçoit l'ordre de couvrir la dernière grande opération amphibie de la campagne des Salomon. Il quitte la baie de Purvis le 13 février 1944, en compagnie des destroyers USS Braine (DD-630) et USS Warrington (DD-383). Pendant le débarquement du 15 février, les trois destroyers ouvrirent le feu sur un avion ennemi, mais durent cesser le feu lorsqu'il fut intercepté par un chasseur du Corps des Marines qui le " griffa ". Plus tard, le Terry et un groupe de navires de débarquement de chars Landing Ship Tank (LST) ont découragé un autre avion japonais, un bombardier en piqué, de poursuivre son attaque. Il est resté à distance extrême jusqu'à ce qu'on décide de dégager la zone. Le destroyer a quitté les îles Green le 21 février et est retourné à Tulagi.
La prochaine cible du Terry était la grande base japonaise de Rabaul sur la Nouvelle-Bretagne  dans l'archipel Bismarck. Il a quitté Tulagi le 23 février, s'est ravitaillé en carburant dans les îles du Trésor et a atteint Rabaul juste avant l'aube du 25 février. Sa batterie principale a tiré des obus sur les installations côtières ennemies dans la région de Vunapore pendant 23 minutes. Au moment de son dégagement, vers 3h00, plusieurs explosions avaient embrasé la zone dans un feu violent visible à 20 miles (37 km) en mer. Le commandant de sa division a annulé tout autre bombardement afin de balayer la zone de l'île Duke of York à la recherche d'un pilote abattu. À la fin d'une recherche futile, il a fait route vers la Nouvelle-Géorgie.
Le Terry est resté dans le théâtre du Pacifique Sud-Ouest (South West Pacific Area) pendant trois autres mois. Il a servi de protection au groupe opérationnel (task group) qui s'est emparé sans opposition de l'île Emirau le 20 mars, puis a repris ses patrouilles normales et son service d'escorte. Le 2 avril, il a secouru les survivants d'un bombardier Consolidated B-24 Liberator abattu. Après une escale à Sydney, en Australie, début mai, il s'est rendu à Efate, où il est arrivé le 13. Pendant le reste du mois, il effectue des exercices avec la 3e division des cuirassés (Battleship Division 3), comprenant le USS Idaho (BB-42), le USS New Mexico (BB-40) et le USS Pennsylvania (BB-38).

### Campagne des îles Mariannes, juin - août 1944
Le Terry termine son tour de service dans la zone du Pacifique Sud-Ouest au début du mois de juin 1944 et rejoint la marche du Pacifique central. Il a quitté Efate le 2 juin avec le groupe opérationnel 53.14 (TG 53.14) à destination des îles Marshall. À l'atoll de Kwajalein, il rejoint la géniale 5e flotte (Fifth Fleet) de l'amiral Raymond A. Spruance. Le 10, il sort du lagon avec des éléments de cette flotte et se dirige vers les Mariannes. Les deux premiers objectifs de la campagne des Mariannes étaient Saipan et Tinian. Le Terry a été affecté à la partie de l'opération concernant Tinian. Son unité opérationnelle avait la double responsabilité de faire taire les canons ennemis au nord de Tinian et de rendre l'aérodrome d'Ushi Point inutile. Il a ouvert le feu vers 11h21 le matin du 14 juin, a provoqué deux grosses explosions, a déclenché plusieurs incendies et a détruit une tour radio - tout cela sur l'aérodrome. Cette nuit-là, il a effectué des tirs de harcèlement nocturne le long de la côte ouest de l'île.
Le 15 juin, il a repris le bombardement de l'aérodrome d'Ushi Point. Plus tard dans la journée, avec le croiseur lourd USS San Francisco (CA-38) se sont portées au secours des troupes à terre et ont réduit au silence une batterie de mortiers japonais qui avait été responsable d'un certain nombre de pertes américaines. En fin d'après-midi, après un affrontement peu concluant avec deux avions japonais, le Terry se retire avec son unité opérationnelle pour protéger les transports au sud. Avant l'aube du 16, le destroyer rejoint l'écran de protection des cuirassés USS Idaho (BB-42) et USS Pennsylvania (BB-38) et les aide à pilonner la péninsule d'Orote sur Guam pendant deux heures.
Le même jour, l'amiral Spruance commence à concentrer ses forces en vue de la bataille imminente de la mer des Philippines. Le Terry est l'un des destroyers détachés de l'écran du groupe de bombardement du contre-amiral Jesse Oldendorf pour renforcer les défenses antiaériennes de la Task Force 38 (TF 58 ou Fast Carrier Task Force). Il a rejoint l'écran de la TF 58.3 pour protéger les porte-avions USS Enterprise (CV-6), le vétéran de la bataille de Midway, ainsi que le navire-amiral du vice-amiral Marc Mitscher, le USS Lexington (CV-16) et les USS Princeton (CVL-23) et USS San Jacinto (CVL-30).
Se plaçant juste hors de portée des avions américains, les Japonais jouent au chat et à la souris avec la 5e Flotte pendant trois jours, mais Spruance refuse de mordre à l'hameçon. Finalement, le 19, les Japonais lancent leur attaque. Le premier essaim de raiders ennemis n'a jamais atteint les navires américains, et le Terry n'a pas vu d'avion japonais avant 11h57 lorsque quatre d'entre eux ont essayé de passer au-dessus de son périmètre. Le premier, un bombardier en piqué, a réussi à lancer sa bombe avant de s'écraser. Les trois bombardiers-torpilleurs suivants n'ont pas eu autant de succès. Ils ont fait des cibles parfaites en s'approchant à basse altitude de la proue du destroyer. Les artilleurs du Terry ont fait équipe avec ceux des autres navires de l'écran de protection pour les éclabousser l'un après l'autre, avant qu'ils aient eu l'occasion de lâcher leur torpille. Pour le reste de la journée, le Terry n'a vu que des avions non identifiés à une distance extrême. La seule autre émotion est survenue juste après 13 heures, lorsqu'il a été secoué par une explosion sous-marine qui aurait été causée par la charge de profondeur d'un avion abattu.
La bataille de la mer des Philippines, surnommée le "Great Marianas Turkey Shoot" (Grande chasse aux dindes des Mariannes), a détruit les restes de la puissance aérienne japonaise basée sur les porte-avions. L'occupation de Saipan et de Tinian se poursuit sans encombre. Le Terry a opéré avec le TG 58.3 jusqu'au 22 juin, lorsqu'il est devenu évident que les Japonais étaient vaincus et en pleine retraite. De ce jour, 22 juin, au 12 juillet, le Terry a patrouillé au large de Saipan et rôdé à la recherche de sous-marins. À une occasion, il a largué une série de 11 grenades sous-marines, mais n'a pas réussi à les toucher. Il a quitté les Mariannes et, le 15 juillet, est entré dans le lagon d'Eniwetok. Le destroyer a patrouillé le mouillage contre les sous-marins jusqu'au 17 juillet, date à laquelle il a fait route pour retourner aux Mariannes avec la force d'invasion de Guam.
Le destroyer atteint Guam le 22 juillet, le lendemain des premiers débarquements, et soutient les troupes à terre jusqu'au 10 août. Dans un premier temps, il a alterné les tirs d'illumination nocturne et les patrouilles anti-sous-marines. Plus tard, il a effectué des tirs d'appel sous la direction des observateurs stationnés à terre. Tout au long de cette période, il a effectué des tirs de harcèlement nocturne et s'est protégé des sous-marins ennemis. Le dernier jour de son séjour aux Mariannes, le 10 août, il a assuré un service de piquet radar, puis a fait route vers Hawaï.
Après un arrêt à Eniwetok, le navire de guerre a atteint Pearl Harbor le 21 août. Là, il a effectué des réparations et chargé des fournitures pendant que son équipage profitait d'une petite permission à terre. Le 15 septembre, le Terry a quitté Pearl Harbor à destination d'Eniwetok, où il est arrivé le 30 septembre. Trois jours plus tard, il est parti en escorte d'une unité opérationnelle à destination d'Ulithi, où il est arrivé le 13 octobre. De là, le destroyer est retourné aux États-Unis pour être remis en état au chantier naval de Mare Island (Mare Island Navy Yard).
Il termine sa révision le 13 décembre et effectue des exercices le long de la côte jusqu'au 18 décembre, date à laquelle il fait route vers l'ouest en compagnie du cuirassé USS Missouri (BB-63). Après un bref arrêt à Pearl Harbor, le Terry poursuit son voyage vers l'ouest et rejoint la 5e flotte à Eniwetok le 5 février. Deux jours plus tard, il sort dans l'écran de protection lors de la force d'assaut d'Iwo Jima.

### Bataille d'Iwo Jima, février - mars 1945
Le matin du 16 février, le destroyer a rendez-vous avec un groupe de dragueurs de mines à environ neuf milles (16 km) au sud d'Iwo Jima. Un peu après 10h00, il a ouvert le feu sur des emplacements de canons ennemis afin de protéger les dragueurs de mines pendant qu'ils nettoyaient les approches des plages. Vers 14h32, un canon japonais de 4 pouces a réussi à chevaucher le Terry. Le navire a atteint une vitesse de 25 nœuds (46 km/h) et s'est mis à foncer tandis que l'ennemi déclenchait un barrage dans son sillage. Ses canons de 5 pouces ont lancé leurs propres salves qui ont rapidement réduit le délinquant au silence. Grâce aux artilleurs du Terry, les dragueurs de mines ont achevé leur tâche juste après 16 heures, sans pertes.
Le destroyer quitta l'île pour la nuit mais revint le lendemain et reprit le tir de contrebatterie. Après le débarquement du 19 février, il a soutenu les troupes à terre par des tirs de canon pendant la journée et a protégé les navires de la Task Force 54 (TF 54) pendant la nuit.
À 02h45 le matin du 1er mars, le Terry assistait le destroyer USS Capps (DD-550) dans la recherche d'un sous-marin japonais, lorsqu'un avion torpilleur ennemi à basse altitude s'est approché de sa proue tribord. Il a largué sa torpille à environ 1 000 mètres du Terry. L'officier de reconnaissance a repéré l'intrus à ce moment précis et a chanté "Torpedo Away". Le Terry a bondi en avant à la vitesse du flanc et a viré à droite toute. La torpille est passée inoffensive, à 50 mètres derrière. À 7h20, le Terry se dirigeait vers un poste de contrôle au nord de l'île. Alors qu'il passait Kitano Point sur la côte nord d'Iwo Jima, une batterie ennemie a ouvert le feu et s'est mise immédiatement à la portée du destroyer. Le Terry a répondu avec sa batterie principale. Sa grande vitesse et ses manœuvres radicales n'ont pas perturbé la visée de l'ennemi et, bien qu'elle ait été réduite au silence, la batterie a atteint directement le pont principal tribord du destroyer. Le moteur tribord s'est arrêté, et le Terry a perdu le contrôle de la direction et les communications téléphoniques.
Le Terry a ouvert le feu avec son moteur bâbord pendant que le croiseur lourd USS Pensacola (CA-24), le cuirassé USS Nevada (BB-36) et quelques destroyers mettaient la batterie côtière hors service. Les navires et les bateaux ont afflué à l'aide du Terry. Le personnel médical et les équipes de réparation sont montés à bord dans un délai étonnamment court. Ses blessés ont reçu des soins d'urgence à bord, puis ont été transférés vers des navires-hôpitaux. Le Terry s'est dirigé vers la côte sud d'Iwo Jima où il a été immobilisé pendant deux jours pour subir des réparations d'urgence. Le 3 mars, il a quitté les îles Vulcano pour la première étape d'un long voyage de retour vers les États-Unis.
Après des réparations provisoires à Saipan et des arrêts à Eniwetok et Pearl Harbor, il retourne au Mare Island Navy Yard. Au cours des deux mois suivants, il a subi des réparations permanentes et a effectué des exercices le long de la côte californienne. Le 13 juin, il se dirige vers le sud et effectue brièvement des exercices dans la région de San Diego, avant d'escorter le porte-avions USS Wasp (CV-18) à Hawaï. Le 11 juillet, le Terry, le Wasp et le destrouer USS Benner (DD-807) ont quitté Pearl Harbor pour rejoindre la Task Force 38 (TF 38). Pendant les dernières semaines de la guerre, il a protégé les porte-avions rapides lors des derniers raids sur les îles japonaises.

### Après-guerre
Au cours des mois suivant immédiatement la fin de la guerre, le Terry a opéré dans les eaux au large du Japon. Il a effectué des patrouilles et a servi de messager pour les forces d'occupation. Le 1er novembre, il a pointé sa proue vers l'est et s'est dirigé vers la maison. Après un arrêt à Pearl Harbor, il a poursuivi sa route vers San Diego, en Californie, où il est arrivé le 20 novembre.
Pendant un peu plus d'un an, le Terry est resté actif au sein de la flotte du Pacifique (Pacific Fleet), opérant à partir de San Diego. En janvier 1947, le destroyer est mis hors service et amarré au groupe de San Diego, flotte de réserve du Pacifique (Pacific Reserve Fleet). Le Terry passe le reste de sa carrière dans la marine en réserve, d'abord à San Diego, puis à Long Beach, et enfin à Bremerton, dans l'État de Washington.
Son nom a été rayé de la liste de la Marine (Naval Vessel Register) le 1er avril 1974. Il a été vendu au Pérou le 26 juillet 1974, et cannibalisé pour obtenir des pièces de rechange.

## Décorations
Le Terry a reçu 7 battles stars pour son service pendant la Seconde Guerre mondiale.